# 城陽市立深谷小学校
城陽市立深谷小学校（じょうようしりつ ふかたにしょうがっこう）は、京都府城陽市寺田深谷にある公立小学校。

## 概要
城陽市北東部の丘陵地帯を校区とする小学校である。久世小学校から分離・開校した。

## 沿革
- 1975年（昭和50年）4月 - 城陽市立久世小学校より分離・開校（児童数543人）
- 1976年（昭和51年） - 観察池竣工
- 1977年（昭和52年） - 校歌制定
- 1978年（昭和53年） - 南校舎3教室増築（児童数1000人突破）
- 1979年（昭和54年） - 北校舎3教室、給食配膳室増築
- 1981年（昭和56年）4月 - 障害児学級を開設
- 1982年（昭和57年） - 交通安全活動で児童会表彰される。児童数が1300人を突破。
- 1984年（昭和59年）9月 - 便所棟（南校舎）増築工事完成
- 1986年（昭和61年） - 野鳥愛護校に指定
- 1987年（昭和62年）4月 - 児童数が1000人を割り込む
- 1989年（平成元年） - 児童会が交通安全優秀校として表彰される
- 1993年（平成5年）12月 - 温蔵庫を設置
- 1994年（平成6年）4月 - 児童数が開校時を下回る（537人）
- 1997年（平成9年）8月 - 南校舎大規模改造工事及び耐震補強工事が完成
- 1998年（平成10年）4月 - 焼却炉廃止に伴いシュレッダー設置
- 1998年（平成10年）8月 - 大規模改造工事及び耐震補強工事が完成
- 1999年（平成11年） - 学校安全文部大臣表彰受賞
- 2000年（平成12年） - コンピューター教室設置
- 2002年（平成14年）3月 - 防犯システムを設置
- 2003年（平成15年）4月 - 新1年生が1クラスとなり、校内初の単式学級となる
- 2005年（平成17年）3月 - 地域交流室を開設
- 2006年（平成18年）9月 - グラウンド改良工事が完成
- 2007年（平成19年）4月 - AED（自動体外式除細動器）を設置
- 2017年（平成29年）5月 - エアコン設置工事が竣工

## 教育目標
- 「ふるさとを愛し学び続ける 心豊かな児童の育成」

## 主なデータ
- 敷地面積：15,947㎡（市立小学校第5位）
- グラウンド面積：5,941㎡（市立小学校第6位）

## 主な進学先
- 城陽市立東城陽中学校

## 交通
- JR奈良線 城陽駅下車 東へ約900m
- 近鉄京都線 寺田駅下車 北東へ約1700m

## 著名な出身者
- 中道瞳（バレーボール選手、東レアローズ所属）
- 山口慶（プロサッカー選手、ジェフ千葉所属）
- 三船雅彦 （プロロードレース選手）

## 通学区域が隣接している学校
- 城陽市立久世小学校
- 城陽市立寺田小学校
- 城陽市立寺田南小学校
- 宇治市立大開小学校
- 宇治市立大久保小学校